# Due fratelli (film 2004)
Due fratelli (Two Brothers) è un film del 2004 diretto da Jean-Jacques Annaud, che segue le vicende di due cuccioli di tigre separati alla nascita che si rincontreranno una volta cresciuti.

## Trama
Negli anni venti ad Angkor, in Cambogia, tra le rovine di un tempio, vivono due tigrotti. Sono fratelli ma hanno caratteri del tutto diversi: Kumal è molto impavido e coraggioso, mentre Sangha è assai timido. Il loro destino sarà segnato dall'incontro con un cacciatore occidentale, Aidan McRory, arrivato fin lì per saccheggiare le sacre statue contenute nel recinto del tempio. Kumal, dopo la morte del padre per mano di McRory, viene ritrovato da quest'ultimo e da lui tenuto, fino a quando il cacciatore viene arrestato per esportazione illecita di beni dello Stato.
Inutilmente inseguito dalla madre, che si era nel frattempo avvicinata al villaggio dove McRory lo aveva lasciato, Kumal viene venduto, dopo un lungo viaggio, ad un circo. Sangha e la madre rimangono soli, ma McRory viene rilasciato e successivamente ingaggiato dal governatore francese del distretto Eugène Normandin per organizzare una caccia alla tigre in onore del governatore locale. La madre di Sangha nasconde il piccolo e affronta i cacciatori. Ferita, riesce però a fuggire, mentre il piccolo Sangha viene trovato e adottato da Raoul, il bambino dell'amministratore, ma, a seguito dell'uccisione del cane di famiglia da parte sua, viene donato al governatore locale e tenuto in cattività.
Dopo un anno, il governatore cambogiano vuole organizzare un combattimento fra tigri nell'arena e Kumal, divenuto docile a causa delle continue sottomissioni, viene scelto per affrontare Sangha, reso molto aggressivo rispetto al cucciolo pavido che era, essendo vissuto in cattività. I due tigrotti, ormai diventati adulti, si ritrovano in un'arena per combattere. Sia Sangha che Kumal vengono riconosciuti rispettivamente da Raoul e da MacRory. Quest'ultimo si reca dai proprietari del circo prima del combattimento per cercare di farli desistere dal far combattere Kumal, che sa fare solo numeri da circo, con Sangha, divenuto estremamente feroce, intuendo che in tal caso Kumal finirebbe sbranato. Ma a nulla valgono le sue insistenze: Sangha si trova già nell'arena e Kumal, che alla vista di Sangha cerca in tutti i modi di fuggire, vi viene introdotto a forza.
Dopo un breve combattimento Sangha si ritrova sopra Kumal, e le due tigri si guardano negli occhi: in quel momento i due felini ricordano un momento della loro infanzia, nel quale Sangha dall'alto di un albero guardava Kumal. Immediatamente si riconoscono e si mettono a giocare tra gli sguardi incuriositi e attoniti della gente. Le guardie gli lanciano dei sassi per aizzarle, e loro per tutta risposta li aggrediscono: Kumal ferirà seriamente il mangiafuoco del circo, che aveva incautamente introdotto un braccio nella gabbia circolare che separava l'arena dagli spalti, e che per un anno intero l'aveva maltrattato. Siccome la tigre non molla la presa, una guardia entra nella gabbia per sparargli, ma verrà aggredito da Sangha, e i due fratelli fuggiranno dalla porta lasciata aperta. Inizialmente Kumal torna nella sua gabbia, ma grazie ai richiami del fratello riconquista la libertà e insieme i due fuggono nella folta giungla.
Le avventure però non sono finite: incapaci di cacciare, le due tigri assalgono camion di viveri e bestiame per mangiare, creando parecchio scompiglio nei villaggi circostanti. Ritenute pericolose, viene ordinato il loro abbattimento e proprio MacRory viene chiamato ad adempiere al compito. Questi dà la caccia ai due felini con poca motivazione, dato l'affetto che prova per Kumal e quello provato da Raoul, che l'accompagna al seguito del padre, per Sangha. Ormai stanco di fare il cacciatore e di uccidere, il cacciatore afferma che, una volta compiuto quell'ultimo compito, non toccherà mai più un fucile.
Per intrappolare le tigri viene preparata una trappola, che consente ai cacciatori di bloccarle in un vicolo cieco grazie al fuoco, in modo da poterle abbattere da lontano senza correre dei pericoli. Le due tigri, benché si dimostrino abili nello sfuggire ai cacciatori, alla fine si trovano tutte le vie di fuga sbarrate dal fuoco. Dopo un attimo di smarrimento, Kumal usa le abilità apprese al circo per saltare al di là del muro di fuoco. Tuttavia Sangha, non abituato al fuoco, ne è spaventato e rimane indietro. Kumal chiama il fratello, e non sentendolo arrivare torna a saltare dall'altra parte. I due felini si strofinano e si accarezzano il muso per rincuorarsi e saltano nuovamente, insieme, superando la barriera del fuoco.
MacRory, che ha assistito esterrefatto a tutta la scena, decide di seguire le tigri da solo, ma si può già intuire che non vuole più portare a termine il suo compito. Raoul raggiunge Sangha per primo, gli toglie lo sfarzoso collare incastonato di pietre preziose che il principe gli aveva fatto mettere e gli dice di restare nella giungla con suo fratello, nascondendosi per sempre alla vista degli uomini. MacRory assiste alla scena con l'intento di uccidere Sangha, quando improvvisamente si trova di fianco Kumal. Il cacciatore appoggia il fucile e viene raggiunto da Raoul. Improvvisamente si sente il ruggito di una terza tigre, e Kumal e Sangha si dirigono in quella direzione. Raoul esprime l'augurio che la terza tigre possa insegnare ai due fratelli a cacciare. La tigre che chiamava Sangha e Kumal è la loro madre, e la scena finale mostra la famiglia presso un corso d'acqua, finalmente riunita.

## Produzione
Il film, di produzione franco-britannica, è stato girato a Bangkok, in Thailandia, a Phnom Penh, in Cambogia, a Parigi e negli Studios 91 Aropajon, a Saint-Germain-lès-Arpajon (Francia).
Monique Angeon, Thierry Le Portier, Randy Millere ed Hubert Wells hanno addestrato gli animali usati nel film, mentre Michael Luppino, Pascal Molina e Martha Gonzales, tra gli altri, hanno seguito gli effetti speciali .

## Riconoscimenti
- 2005 - Premio César
  - Miglior montaggio a Noëlle Boisson
  - Nomination Migliore fotografia a Jean-Marie Dreujou
- 2004 - Environmental Media Awards
  - Nomination Miglior film
- 2005 - Genesis Awards
  - Miglior film